# Tonio von der Meden
Tonio von der Meden (* 26. November 1936 oder 1938 in Hamburg) ist ein deutscher Schauspieler, Regisseur, Hörspiel- und Synchronsprecher.

## Leben
Seit 1952 war Tonio von der Meden in zahlreichen Rollen in Filmen und Fernsehserien (u. a. Das Ferienschiff, Der Alte, Tatort, Was Schulmädchen verschweigen) zu sehen. Auch in Hörspielen war er zu vernehmen. Hauptsächlich ist er Theaterschauspieler. Zuerst in Hamburg (1968), später auch in Düsseldorf, Berlin und Wien trat er an der Seite von Shmuel Rodensky in der  Musical-Inszenierung Anatevka auf. In München wirkte er ab Mitte der 1980er unter anderem in der Kleine Komödie am Max II und in der Komödie im Bayerischen Hof. Im dortigen Blutenburg-Theater betätigte er sich  bei Inszenierungen von Kriminalkomödien als Darsteller und Regisseur. Als Synchronsprecher stand er für zahlreiche Produktionen vor dem Mikrofon.
2015 übernahm er eine der Hauptrollen im Thriller-Hörspiel Abwärts nach der Roman-Vorlage von Frank Göhre zu dem gleichnamigen Film.
Tonio von der Meden ist der ältere Bruder von Andreas von der Meden († 2017) und der Schwager von Brigitte Böttrich. Er lebt in der Nähe von München im Landkreis Ebersberg.

## Filmografie (Auswahl)
- 1952: Lockende Sterne
- 1953: Das Abschiedsgeschenk (Fernsehfilm)
- 1954: Jenny stiehlt die Welt (Fernsehfilm)
- 1956: Der Gast (Fernsehfilm)
- 1968: Hafenkrankenhaus (Fernsehserie, eine Folge)
- 1968: Affäre Dreyfus (Fernsehserie, eine Folge)
- 1968: Feldwebel Schmid (Fernsehfilm)
- 1968: Das Ferienschiff (Fernsehserie, sechs Folgen)
- 1970: Schulmädchen-Report: Was Eltern nicht für möglich halten
- 1970: Pakbo (Fernsehfilm)
- 1971: Der Fall Eleni Voulgari (Fernsehfilm)
- 1971: Josefine Mutzenbacher II – Meine 365 Liebhaber
- 1971: Der neue heiße Report: Was Männer nicht für möglich halten
- 1972: Lehrmädchen-Report
- 1972: Privatdetektiv Frank Kross (Fernsehserie, eine Folge)
- 1972: Die Geisha (Fernsehfilm)
- 1973: Was Schulmädchen verschweigen
- 1973: Gestern gelesen (Fernsehserie, eine Folge)
- 1974: Härte 10 (Fernsehserie, 3 Folgen)
- 1977: Die Vertreibung aus dem Paradies
- 1977: Tatort: Schüsse in der Schonzeit (Fernsehreihe)
- 1978: Leidenschaftliche Blümchen
- 1979: Kommissariat 9 (Fernsehserie, eine Folge)
- 1979–1990: Der Alte (Fernsehserie, zwei Folgen)
- 1980: Schulmädchen-Report 13. Teil: Vergiß beim Sex die Liebe nicht
- 1984–1989: Aktenzeichen XY … ungelöst (Fernsehserie, fünf Folgen)
- 1985: Seemann, gib Obacht! (Fernsehfilm)
- 1992: Der Struppi ist weg (Fernsehfilm)
- 1994: Der Fahnder (Fernsehserie, eine Folge)

## Synchrontätigkeiten (Auswahl)
Burt Kwouk
- 1974: Der rosarote Panther kehrt zurück als Cato Fong
- 1976: Inspektor Clouseau, der „beste“ Mann bei Interpol als Cato Fong
- 1978: Inspector Clouseau – Der irre Flic mit dem heißen Blick als Cato Fong

Wallace Shawn
- 1979: Manhattan als Jeremiah
- 2004: Disneys Klassenhund: Der Film als Direktor Crosby Strickler
- 2005: Himmel und Huhn als Direktor Fänger

Scatman Crothers
- 1986: Transformers – Der Film als Jazz
- 1994: Transformers als Jazz

Hank Azaria
- 1991: Die Simpsons als Carl Carlson (1. Stimme)
- 1993–1996: Die Simpsons als Dr. Nick Riviera (2. Stimme)

### Filme
- 1937: Stan Laurel in Dick und Doof – Sternschnuppen als Stan Laurel
- 1978: Anthony Daniels in Der Herr der Ringe als Legolas
- 1981: Dennis Dugan in Das Tier als Chris
- 1981: Harold Ramis in Ich glaub’ mich knutscht ein Elch! als Russell Ziskey
- 1981: Gib dem Affen Zucker als Coreman
- 1983: Eugene Levy in Die schrillen Vier auf Achse als Autoverkäufer
- 1987: Ed O’Ross in Lethal Weapon – Zwei stahlharte Profis als Mendez
- 1993: Robert Brown in Columbo: Playback als Arthur Midas
- 1993: William H. Macy in Twenty Bucks – Geld stinkt nicht oder doch? als Nachlasskunde
- 1993: Robert Picardo in Matinée als Howard, der Kinobesitzer
- 1994: Richard Beymer in My Girl 2 – Meine große Liebe als Peter Webb
- 1997: Tom Arnold in Touch als August Murray
- 1999: Harold Gould in Stuart Little als Grandpa Spencer Little
- 1999: Michael Jeter in Jakob der Lügner als Avron
- 2000: Ed Reddick in The Gift – Die dunkle Gabe als Richter

### Serien
- 1979–1986: Charles Siebert in Trapper John, MD als Dr. Stanley Riverside II
- 1983: Nicholas Hammond in Falcon Crest als Gus Nunouz
- 1984: Jan Tříska in Falcon Crest als Dr. Karl Edsen
- 1985: David Selburg in Falcon Crest als Peter Dafelmair
- 1985: Ted Sorel in Falcon Crest als Monsieur Lamont
- 1986: Woody Eney in Falcon Crest als Marc Lansing
- 1987: Basil Hoffman in Falcon Crest als Reverend Mustafa
- 1988–1989: Bill Daily in Bezaubernde Jeannie als Roger Healy (2. Stimme (Sat.1))
- 1989: Danny Chambers in Falcon Crest als Sheriff George Buckman
- 1989: Michael Yama in Falcon Crest als Mr. Takahama
- 1993/1997: Anthony Head in Highlander als Allen Rothwood
- 1995–1997: Yuji Machi in Sailor Moon als Kenji Tsukino
- 1997: Taeko Nakanishi in Sailor Moon als Baum der Dunklen Macht
- 1999: Pat Fraley in Teenage Mutant Hero Turtles als Krang
- 2001: Wataru Takagi in Monster Rancher als Suezō
- 2003: Masato Hirano in One Piece als Tanne
- 2003–2006: John Billingsley in Star Trek: Enterprise als Dr. Phlox

## Hörspiele
- 1950: Norman Lewis Corwin: Die Odyssee des Johnny Wren – Regie: Kurt Reiss
- 1951: Christian Bock: Mordmelodie – Regie: Otto Kurth
- 1951: Curt Langenbeck: Die Landung – Regie: Fritz Schröder-Jahn
- 1951: Dieter Rohkohl: Armer Vater Philippe – Regie: Detlof Krüger
- 1951: Dieter Rohkohl: Fips mit der Angel – Regie: Günter Siebert
- 1951: Tennessee Williams: Der steinerne Engel – Regie: Gustav Burmester
- 1951: Johannes D. Peters: Die großen Brüder – Regie: Hans Freundt
- 1951: Heinz Hartmann: Der Held von San Isidro – Regie: Gustav Burmester
- 1951: Herbert Reinecker und Christian Bock: Vater braucht eine Frau – Regie: Fritz Schröder-Jahn
- 1952: Günter Eich: Die Andere und ich – Regie: Gustav Burmester
- 1952: Werner Jörg Lüddecke: Das Genie von Vinci – Regie: Hans Lietzau
- 1952: Herbert Reinecker und Christian Bock: Karussell zu verkaufen – Regie: Helmut Käutner
- 1952: Alan Stewart Paton: Denn sie sollen getröstet werden – Regie: Gustav Burmester
- 1952: Rolf und Alexandra Becker: Gestatten, mein Name ist Cox (1. Staffel) – Regie: Hans Gertberg
- 1952: Georg von der Vring: Der Korporal aus Java – Regie: Detlof Krüger
- 1953: Tyrone Guthrie: Der Käfig – Regie: Kurt Reiss
- 1953: Alphonse Daudet: Das Mädchen aus Arles – Regie: Gustav Burmester
- 1953: Truman Capote und Friedrich Forster: Die Grasharfe – Regie: Fritz Schröder-Jahn
- 1955: Ingeborg Bachmann: Zikaden – Regie: Gert Westphal
- 1955: Hans Egon Gerlach und Monika von Zitzewitz: H. C. Andersen schaut herein. Ein Spiel um den dänischen Märchendichter – Regie: Detlof Krüger
- 1956: Wolfgang Altendorf: Das Dunkel – Regie: Fritz Schröder-Jahn
- 1957: Kurt Reiss: Die Jagd nach dem Täter, Folge: Mord am Matterhorn – Autor und Regie: Kurt Reiss
- 1958: Kikuta Kazuo: Die Taube Dankuro – Regie: Kurt Reiss
- 1958: Gregor von Rezzori: Die Halbstarken – Regie: Wolfgang Schwade
- 1959: Anonymus: Mörder aus Gerechtigkeit – Regie: Kurt Reiss
- 1959: Fred von Hoerschelmann: Aufgabe von Siena – Regie: Kurt Reiss
- 1961: Rochus Spiecker: Ein Spiegel aus dunklem Gold – Regie: Friedhelm Ortmann
- 1962: Jacques Audiberti: Die Frauen des Ochsen – Regie: Horst Loebe
- 1963: Hans Bachmüller: Vetter Phönix – Regie: Raoul Wolfgang Schnell
- 1964: Bernhard Thieme: Junggesellenabschied – Regie: Rudolf Noelte
- 1965: Hans Pelters: Reportagen aus dem Jahre 2015, 1. Folge: Wo ist Dietrich Jürgensen? – Regie: Till Bergen
- 1965: Edoardo Anton: Tod eines Prachtfinken – Regie: Cläre Schimmel
- 1966: Kay Hoff: Konzert an vier Telefonen – Regie: Günter Bommert
- 1966: Ernst Gethmann: Familienfeier – Regie: Gustav Burmester
- 1966: Karl Günther Hufnagel: Die Verträglichen – Regie: Friedhelm Ortmann
- 1967: Jan Ryska: Blueberry Hill
- 1967: Kay Hoff: Totentanz für Querflöte und Solostimmen
- 1967: João Cabral de Melo Neto: Tod und Leben auf Severinisch. Pernambukanisches Weihnachtsspiel – Regie: Heinz von Cramer
- 1968: Gert Hofmann: Bericht über die Pest in London, erstattet von Bürgern der Stadt, die im Jahre 1665, zwischen Mai und November, daran zugrunde gingen – Regie: Heinz von Cramer
- 1976: Hilde Schwenda: Klänge – Regie: Heinz Hostnig
- 1978: Rolf und Alexandra Becker: Gestatten, mein Name ist Cox (Zweite Staffel der Neufassung: Eben war die Leiche noch da) – Regie: Peter M. Preissler
- 1983: Jelena Kohout: Adi und Edi – Regie: Klaus Wirbitzky
- 1984: Peter Jacobi: Seifenblasen – Regie: Klaus Wirbitzky
- 1984: Peter Jacobi: Donnernde Balken: Kiddepping – Regie: Klaus Wirbitzky
- 1990: Peter Jacobi und Gert Roland: Das Mitmach-Hörspiel: Einmal Erleuchtung und zurück – Regie: Klaus Wirbitzky
- 1993: Robert Coover: Pardauz stürzt noch einmal – Regie: Wolf Euba
- 2000: Sean Walsh: Konklave, 1. Teil: Im Hohen Rat – Regie: Klaus-Dieter Pittrich
- 2000: Sean Walsh: Konklave, 3. Teil: Post Mortem – Regie: Klaus-Dieter Pittrich
- 2012: Brüder Grimm: SimsalaGrimm – Dornröschen / Die Bremer Stadtmusikanten – Regie: Gerd Hahn
- 2013: Stefan Lindner und Johnny Wittermann: HumAnemy – Die Artillerie (Episode 4 von 4) – Regie: Stefan Lindner und Thomas Lindner
- 2015: Frank Göhre: Abwärts – Regie: Stefan Lindner